# Trèo cây Vân Nam
Trèo cây Vân Nam, tên khoa học Sitta yunnanensis, là một loài chim trong họ Sittidae. Chúng là loài đặc hữu ở Vân Nam (Trung Quốc). Loài này được mô tả đầu tiên bởi William Robert Ogilvie-Grant vào năm 1900 dựa trên một mẫu gốc chim trống, và chúng sinh sống trong rừng thông ở độ cao lên tới 4.000 m.
Môi trường sống tự nhiên của chúng là rừng khô nhiệt đới hoặc cận nhiệt đới. Chúng đang trở nên hiếm do mất môi trường sống.
Loài chim có màu xám-xanh lam này có thể dài đến 12 cm, có mày màu trắng đặc trưng, và thể hiện một mức độ nhỏ của dị hình giới tính. Chế độ ăn của loài chim ồn ào này bao gồm các loài côn trùng mà chúng tìm thấy trên các cành cây thông, và nó thường hiếm gặp nhưng có thể phổ biến tại địa phương. Được phân loại như một loài sắp bị đe dọa vào Danh sách đỏ IUCN, chúng có phạm vi phân bố nhỏ khoảng 170.000 km vuông (66.000 dặm vuông), và một nghiên cứu năm 2009 được dự đoán rằng dân số loài này có thể giảm 43,6% xuống còn 47,7% vào giữa năm 2040 và 2069.